# Hans Fährmann
Hans Fährmann (Lommatzsch, 1860. december 17. – Drezda, 1940. június 29.) német zeneszerző és orgonista.